# CD-RW

Im Handel erhältliche CD-RW

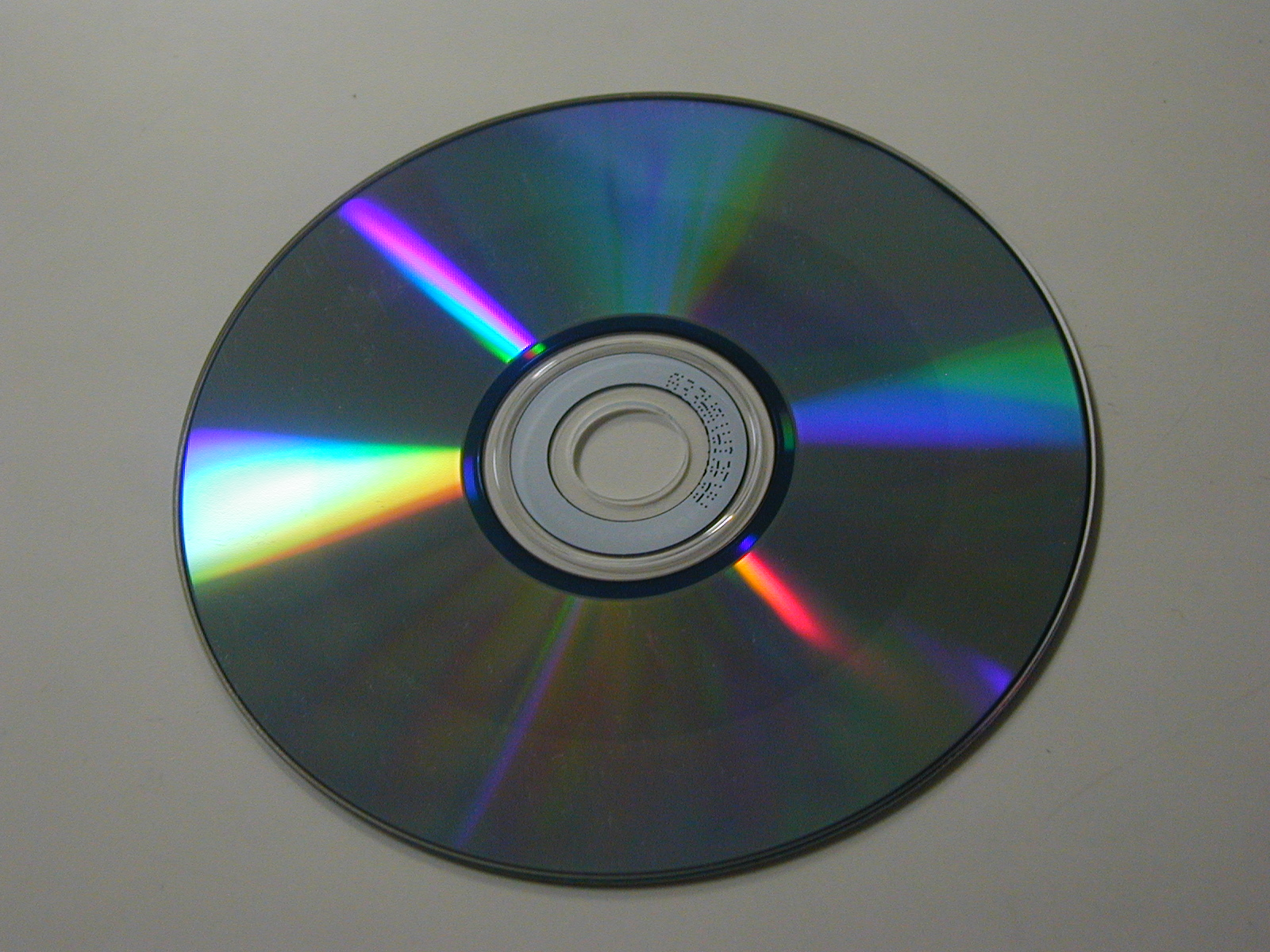
CD-RW mit sichtbar dunklerer Datenoberfläche als CD-R und fabrizierte CD-ROM.

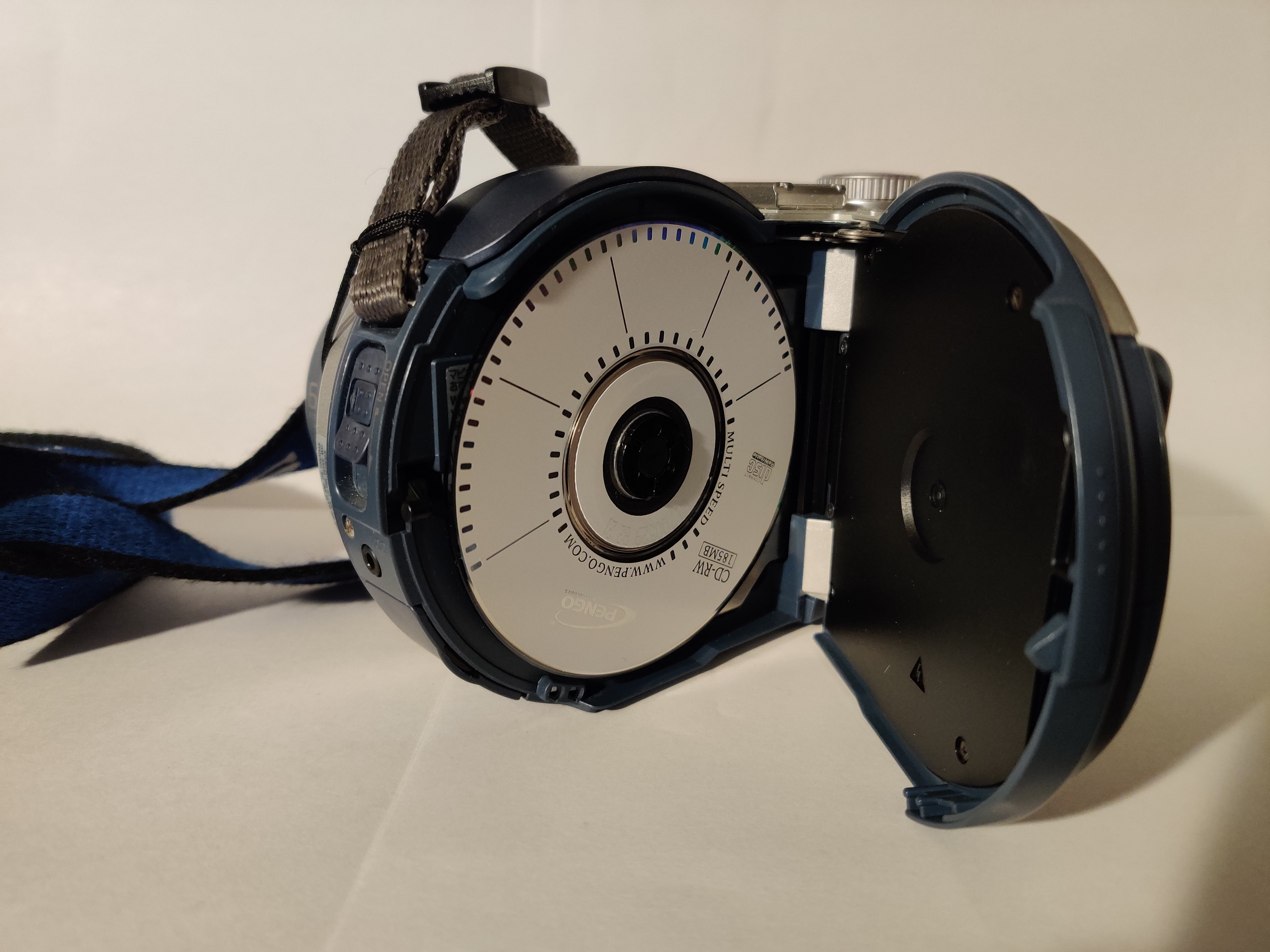
Mini-CD-RW in einer Sony Digitalkamera Mavica MVC-CD200

CD-RW ist eine wiederbeschreibbare Compact Disc; die Abkürzung steht für den englischen Ausdruck Compact Disc ReWritable. Verwendungszwecke sind Sicherungskopien und das Ausprobieren von Schreibvorgängen.
Die ersten CD-RW kamen 1997 auf den Markt – von Philips, Sony, Hewlett-Packard, Mitsubishi Chemical und Ricoh – und konnten nur 650 MB speichern. Ab 1998 ist auch eine größere Speicherkapazität von 700 MB möglich. Aufgrund von Einschränkungen wie Geschwindigkeit und Speicherkapazität ist CD-RW eine Nischenanwendung geblieben.

## Funktionsweise
Diese wiederbeschreibbaren Datenträger können mit geeigneten Schreibgeräten nach Herstellerangaben bis zu 100.000-mal neu beschrieben werden. Die Technik der CD-RW basiert auf der Phasenwechseltechnologie, daher wird ein Reflexionsgrad von nur 15 bis 25 Prozent erreicht. Die Eigenschaften des Mediums und der Schreib-/Löschvorgang sind im Orange Book Part III definiert.
Ein CD-RW-Medium besitzt im Prinzip die gleichen Schichten wie ein CD-R-Medium. Die reflektierende Schicht ist allerdings eine Silber-Indium-Antimon-Tellur-Legierung, die im ursprünglichen Zustand eine polykristalline Struktur und reflektierende Eigenschaften besitzt. Beim Schreiben benutzt der Schreibstrahl seine maximale Leistung und erhitzt das Material auf 500 bis 700 °C. Dies führt zu einer Verflüssigung des Materials. In diesem Zustand verliert die Legierung ihre polykristalline Struktur, nimmt einen amorphen Zustand an und verliert ihre Reflexionskraft. Der polykristalline Zustand des Datenträgers bildet die Gräben, der amorphe die Erhebungen. Das Abtastsignal beim Auslesen entsteht also nicht durch Auslöschung oder Verstärkung des Laser-Lichtes durch Überlagerung des reflektierten Lichtes mit dem ausgesendeten wie bei gepressten CDs, sondern wie bei beschreibbaren CDs durch gegebene oder nicht gegebene (bzw. schwächere) Reflexion des Laser-Strahls. Zum Löschen des Datenträgers erhitzt der Schreibstrahl die amorphen Bereiche mit niedriger Leistung auf etwa 200 °C. Die Legierung wird nicht verflüssigt, kehrt aber in den polykristallinen Zustand zurück und wird damit wieder reflexionsfähig.

## Multisessions
Auf eine CD-RW können auch später in einer weiteren Session Daten hinzugefügt werden. Dies ist aber nur möglich, wenn die CD noch nicht abgeschlossen wurde.
Die Daten der gebrannten Session können im Prinzip verändert werden. Die folgende Session kann bestehende Daten lediglich ersetzen oder als gelöscht markieren.

## Sicheres Löschen
Da CD-RWs oft mit vertraulichen Daten beschrieben werden, muss sichergestellt werden, dass die CD-RWs im Bedarfsfall sicher gelöscht werden können. Das Bundesamt für Sicherheit in der Informationstechnik unterscheidet zwischen Schutzzielen und rät entsprechend zu folgenden Maßnahmen:
- Bei normalem Schutzbedarf reicht ein Überschreiben mit beliebigen Daten bzw. eine Vernichtung mittels Aktenvernichter (Maximalgröße der Bruchstücke 200 mm²)
- Bei höherem Schutzbedarf wird zur Vernichtung des Datenträgers geraten. Die Bruchstücke müssen dafür kleiner als 10 mm² sein. Bei einer thermischen Vernichtung sollen die Datenträger mindestens 60 Minuten auf über 300 °C erhitzt werden.

Laut dem Entwickler des Programms „IsoBuster“ reicht ein einfaches Überschreiben aus. Es ähnele dem Schmelzen von zugefrorenem Wasser, denn die ursprüngliche Form lässt sich nicht vom flüssigen Wasser ablesen.

## Kompatibilität
Ältere CD-ROM-Laufwerke (vor 1997 bzw. Faustregel: unter 24-fach) können in der Regel ein CD-RW-Medium nicht lesen, gleiches gilt für einige CD-Player und Wechsler mit einem Baudatum vor 2005 (insbesondere im Autoradiobereich). Laufwerke, die CD-RW brennen können, können meistens auch CD-Rs brennen. Seit 2003 werden CD-RW-Laufwerke zunehmend durch DVD-Brenner verdrängt, die durch ihre Abwärtskompatibilität auch CD-RW lesen und schreiben können.
Als Dateisystem kommt bei der CD-RW neben dem ISO-9660-Dateisystem der CD-ROM auch das UDF zum Einsatz. Seit der Version UDF 1.5 wird paketweises Schreiben unterstützt, welches eine festplattenartige Verwendung erlaubt.
| Schreibgeschwindigkeit | engl. Bezeichnung                    |
| ---------------------- | ------------------------------------ |
| 01–04×                 | Multi-Speed, Normal Speed, Low Speed |
| 04–10×                 | High-Speed                           |
| 04–12×                 | High-Speed+                          |
| 10–24×                 | Ultra Speed                          |
| 16–32×                 | Ultra Speed+                         |

CD-RW UltraSpeed Logo

CD-RW UltraSpeed+ Logo

Ein CD-RW-Medium lässt sich je nach spezifiziertem Geschwindigkeitsbereich anders als CD-Rs nicht in jedem CD-RW-Brenner beschreiben. Es gibt Medien für 1- bis 4-fache Schreibgeschwindigkeit, die sich in jedem CD-RW-Brenner abhängig von dessen Geschwindigkeit mit maximal 4-facher Geschwindigkeit brennen lassen. Diese Rohlinge können die englische Bezeichnung „Multi-Speed“, „Normal Speed“ oder „Low Speed“ tragen. Weiterhin existieren so genannte Hochgeschwindigkeits-Medien einmal für 4- bis 10-fache – und zum anderen für 4- bis 12-fache Geschwindigkeit, Ultra-Geschwindigkeits-Medien für 10- bis 24-fache Geschwindigkeit und Ultra-Geschwindigkeit+-Medien für 16- bis 32-fache Geschwindigkeit, dazu sind jedoch geeignete Brenner notwendig. Man erkennt die Brenner an der höheren maximalen Schreibgeschwindigkeit für CD-RWs und an dem rechts hochkant neben dem Compact-Disc-Logo stehenden Schriftzug High Speed, Ultra Speed bzw. Ultra Speed+. Während Ultra-Speed+-Brenner auf allen genannten Medien deren jeweilige Maximalgeschwindigkeit brennen können, bleiben bei High-Speed-Brennern nur High-Speed- und normale Medien zum Brennen. Lesbar sind die genannten Medien jedoch in jedem MultiRead-fähigen, d. h. CD-RW-lesefähigen, CD-Laufwerk, die Unterscheidungen betreffen nur den Brenner beim Brennvorgang. Ultra-Geschwindigkeits-Medien sind seit Mitte der 2010er nur noch schwer erhältlich.